# 日刊警察
日刊警察（にっかんけいさつ）は、日本の警察関連のニュースを主とする日本の新聞。

## 概要
全国会議や通達、統計、法令改正といった警察行政や都道府県警察の話題、警察官昇任試験問題など警察関係者を対象としたニュース等を掲載する警察専門紙。
購読は、警察機関と現役警察職員、警察OBに限定されている。警察関係者以外が購読する場合には、警察官・警察OBの紹介が必要。